# المفاوضات التجارية بين المملكة المتحدة والاتحاد الأوروبي

المملكة المتحدة بالبرتقالي، والاتحاد الأوروبي (27 دولة عضوة) بالأزرق.

جرت المفاوضات التجارية بين المملكة المتحدة والاتحاد الأوروبي بعد انسحاب المملكة المتحدة من الاتحاد الأوروبي (اتفاقية بريكست)، بهدف التوصل إلى اتفاقية تجارية حرة، تجعل التجارة أسهل مما يمكن أن تكون عليه دون صفقة كهذه. ستغطي هذه الاتفاقية الحواجز التجارية الجمركية وغير الجمركية. انتهت المفاوضات رسميًا في 24 ديسمبر من عام 2020 باتفاق صادق عليه من حيث المبدأ، رئيس وزراء المملكة المتحدة (نيابة عن المملكة المتحدة) ورئيس المفوضية الأوروبية (نيابة عن الاتحاد الأوروبي). وكانت النتيجة اتفاقية التجارة والتعاون بين الاتحاد الأوروبي والمملكة المتحدة (TCA).
بعد خروج المملكة المتحدة من الاتحاد الأوروبي في 31 يناير من عام 2020 مع فترة انتقالية مدتها أحد عشر شهرًا، غادرت المملكة كذلك السوق الأوروبية المشتركة والاتحاد الجمركي التابع للاتحاد الأوروبي اعتبارًا من 1 يناير من عام 2021.
اتفق الجانبان خلال مفاوضات خروج بريطانيا من الاتحاد الأوروبي في عام 2017 (اتفاقية الانسحاب/بريكست)، على أنه لا يمكن البدء بالمفاوضات التجارية إلا بعد انسحاب المملكة، لأن مثل هذه المفاوضات لا يمكن أن تحدث والمملكة المتحدة لا تزال تتمتع بحق النقض داخل الاتحاد الأوروبي. ولهذا السبب وغيره من الأسباب، حُددت فترة انتقالية بعد تحديد يوم خروج بريطانيا من الاتحاد الأوروبي للسماح بإجراء هذه المفاوضات. بدأت الفترة الانتقالية في 1 فبراير من عام 2020، وفقًا لاتفاقية الانسحاب/بريكست. وكان من المقرر أن تنتهي في 31 ديسمبر من عام 2020، وهو موعد نهائي يمكن تمديده لمدة عامين، إذا طُلب ذلك بحلول 30 يونيو من عام 2020. وأعلنت الحكومة البريطانية أنها لن تتقدم بطلب من هذا القبيل للحصول على أي تمديد، وكانت عند كلمتها. بالإضافة إلى ذلك، أعلنت المملكة المتحدة أن النوع الوحيد من الصفقات التجارية الذي تهتم به، إن وجد، هو صفقة تجارية على النمط الكندي (اتفاقية اقتصادية تجارية شاملة). أي صفقة تجارية تسهل عمليات التجارة بين الاتحاد الأوروبي والمملكة المتحدة، وتمثل 49% من التجارة الدولية في المملكة. تمنح الاتفاقية الاقتصادية التجارية الشاملة للمملكة المتحدة تخفيضًا على معظم التعريفات الجمركية بينها وبين الاتحاد الأوروبي، ولكن دون إلغاء ضريبة القيمة المضافة والجمارك والرقابة الحدودية. تعد الترتيبات الخاصة بقطاع الخدمات المالية المهيمن ذات أهمية خاصة بالنسبة للمملكة المتحدة.

## فريقا التفاوض
بالنسبة للمملكة المتحدة، اختار رئيس الوزراء بوريس جونسون الدبلوماسي المحترف ديفيد فروست كمفاوض رئيس.
ومن جانب الاتحاد الأوروبي، كان المفاوض الرئيس هو ميشيل بارنييه الذي حصل على تكليفه التفاوضي من المجلس الأوروبي في 25 فبراير من عام 2020.

## التجارة بين المملكة المتحدة وبقية دول الاتحاد الأوروبي قبل خروج بريطانيا من الاتحاد
كانت بقية دول الاتحاد الأوروبي (دول الاتحاد الأوروبي الـ 27 بعد مغادرة المملكة المتحدة) أكبر شريك تجاري للمملكة المتحدة قبل خروج بريطانيا من الاتحاد الأوروبي: شكل هذا التجمع الاقتصادي في عام 2018 45% من صادرات المملكة المتحدة و53% من وارداتها. أما خارج الاتحاد الأوروبي، فكانت الولايات المتحدة الأمريكية أكبر شريك تجاري للمملكة المتحدة، وشكلت في عام 2018 19% من صادرات المملكة المتحدة و11% من وارداتها.
تعد المملكة المتحدة بالنسبة لدول الاتحاد الأوروبي الـ 27 التي بقيت بعد مغادرتها الاتحاد، ثاني أكبر سوق للصادرات (بعد الولايات المتحدة الأمريكية)، وثالث أكبر سوق للواردات (بعد الصين والولايات المتحدة الأمريكية).

## تسلسل زمني

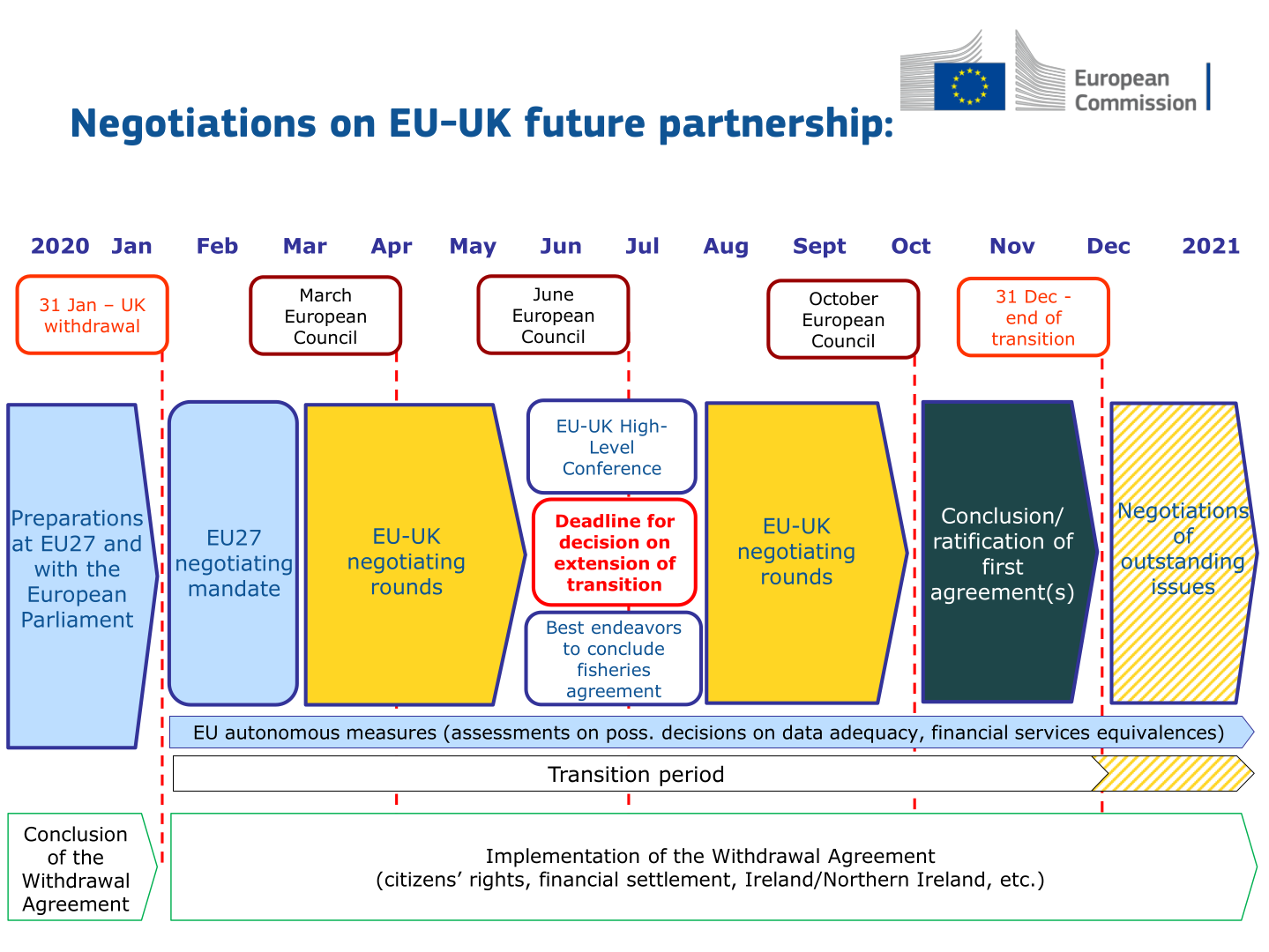
الجدول الزمني لمفاوضات الشراكة بين الاتحاد الأوروبي والمملكة المتحدة بعد بريكست (شريحة من عرض ميشيل بارنييه

في فبراير من عام 2020، أصدرت حكومة المملكة المتحدة مقاربتها التي ستعتمدها في المفاوضات، ضمن وثيقةٍ قدمها رئيس الوزراء إلى البرلمان بعنوان: العلاقة المستقبلية مع الاتحاد الأوروبي.
نُشرت مسودة الموقف التفاوضي للاتحاد الأوروبي في الثالث من فبراير.
توقعت المملكة المتحدة أن يكون لديها اتفاقية على النمط الكندي (اتفاقية اقتصادية تجارية شاملة)، في حين رأى الاتحاد الأوروبي أن تقارب تجارته وحجمها جعلا الاتفاق التجاري وفق النمط الكندي، معتمدًا على تبني المملكة المتحدة تدابير «تكافؤ الفرص».
صدر الأمر الرسمي الأوروبي في 25 فبراير من عام 2020، بينما صدر الأمر الرسمي من جهة المملكة المتحدة في 27 فبراير من عام 2020.
خُطط عقد المفاوضات ليكون على عشر جولات كل ثلاثة أسابيع وبالتناوب في كل من بروكسل ولندن.

### مارس 2020
رُتّب عقد الاجتماع الرسمي الأول بعد ظهر يوم الاثنين 2 مارس من عام 2020. وتوقعت صحيفة الغارديان أن تكون «نقاط التوتر» متعلقة بمسألة «تكافؤ الفرص (حقوق العمال وحماية البيئة ومعايير سلامة المنتجات والمساعدات الحكومية)، مزارع الأسماك وحل النزاعات والخدمات المالية والأمن وإنفاذ القانون والسياسة الخارجية والدفاع والنقل عبر الحدود والعلوم والأبحاث». بالإضافة إلى ذلك، أعرب الاتحاد الأوروبي عن قلقه من عدم بدء المملكة المتحدة أي خطوة لتنفيذ بروتوكول أيرلندا الشمالية في اتفاقية الانسحاب (معاهدة رسمية) وأن حكومة المملكة المتحدة تبدو وكأنها تتراجع عن الالتزامات التي أدخلت نفسها فيها.
كان من المتوقع أن تتناول الجولات الأولى المعايير التنظيمية ومزارع الأسماك. ومن المفهوم أنه إذا لم يجرِ الاتفاق على هذه النقاط مع حلول نهاية شهر يونيو، فسوف يقطع كل من الطرفين المفاوضات للتركيز على الاستعداد لانسحاب المملكة المتحدة من الاتحاد دون التوصل إلى اتفاق.
اختُتمت الجولة الأولى من المحادثات في 5 مارس من عام 2020. أفاد بارنييه بوجود «خلافات جادّة» بين الجانبين، مشيرًا على وجه الخصوص إلى إحجام المملكة المتحدة عن الالتزام رسميًا بمواصلة المشاركة في الاتفاقية الأوروبية لحقوق الإنسان (غير الأعضاء في الاتحاد الأوروبي) بوصفها عقبة خطيرة أمام التعاون الأمني والاستخباراتي الجنائي.
تأجلت الجولة الثانية التي كان من المقرر إجراؤها في منتصف شهر مارس، بسبب جائحة فيروس كورونا في عام 2020 في أوروبا. ولطالما كان الجانبان يستكشفان طرقًا بديلة لمواصلة المناقشات، بما في ذلك اللجوء إلى عقد مؤتمرات فيديو إن أمكن. في 13 مارس من عام 2020، وُزِّعت مسودة مقترحات المفوضية الأوروبية على الحكومات الوطنية للتعليق عليها؛ ثم نُشرت في 18 مارس.
مع حلول أواخر مارس، اتضح أنه لا بد من التخلي عن المفاوضات نتيجة لوباء فيروس كورونا، وأن التفاوض عبر قد مؤتمرات الفيديو لم يكن عمليًا، وأن الجانب البريطاني فشل في تقديم مسودة قانونية يعمل عليها كل من الطرفين. وفي نهاية شهر مارس، أعلن الجانب البريطاني أنه شارك مقترحه، بينما تزايدت المخاوف بشأن إمكان تطبيق الجدول الزمني الذي حُدد قبل الوباء. وتبيّن أيضًا أن المملكة المتحدة رفضت طلبًا من الاتحاد الأوروبي لإنشاء مكتب فني دائم في بلفاست، قائلة إن هذا الطلب سيتجاوز «ما هو منصوص عليه في اتفاقية الانسحاب». (تنص المادة 12 من بروتوكول أيرلندا على أن حكومة المملكة المتحدة «مسؤولة عن تنفيذ أحكام قانون [الاتحاد الأوروبي] وتطبيقها» ولكن مسؤولي الاتحاد الأوروبي «يحق لهم التواجد في أثناء أي أنشطة» تتعلق بالضوابط والرقابة).

### أبريل 2020
في أبريل، وعلى خلفية انشغال المملكة المتحدة والدول الأعضاء في تدبير حالة طوارئ فيروس كورونا المتفاقمة بسرعة كبيرة، بدأ المعلقون بالتساؤل بشكلٍ متزايد، عن إمكان التطبيق العملي للجدول الزمني للمملكة المتحدة. قالت أماندا سلوت، وهي زميلة بارزة في معهد بروكينغز: «من الصعب جدًا وفي جميع الظروف، تخيل كيفية إبرام نوع من صفقة تجارية واسعة النطاق بين المملكة المتحدة والاتحاد الأوروبي مع حلول نهاية العام». استؤنفت المفاوضات الأولية في 15 أبريل، واقتصر الاتفاق على مراحل المفاوضات اللاحقة لتنتهي في يونيو من عام 2020. (الموعد النهائي لاستكمال المفاوضات هو 30 يونيو من عام 2020). وفي اليوم التالي، كرر كبير المفاوضين البريطانيين فروست، موقف حكومته بأن تاريخ الانتهاء لن يتغير:
مع استعدادنا للجولات المقبلة من المفاوضات، أود التأكيد على موقف الحكومة بشأن الفترة الانتقالية التي تبعت انسحابنا من الاتحاد الأوروبي. تنتهي الفترة الانتقالية في 31 ديسمبر من هذا العام، ولن نطالب بالتمديد. وإذا سألنا الاتحاد الأوروبي فسيكون جوابنا: لا. سيطيل التمديد أمد المفاوضات فحسب ويخلق مزيدًا من عدم اليقين ويتركنا عرضة إلى دفع المزيد للاتحاد الأوروبي في المستقبل، ما يبقينا ملزمين بقوانين الاتحاد الآخذة في تغير، في وقتٍ نحن أحوج فيه إلى السيطرة على شؤوننا الخاصة. باختصار، ليس من مصلحة المملكة المتحدة أن تمدد.

- ديفيد فروست.
بدأ أسبوع كامل حافل بالمفاوضات في 20 أبريل، وعقد عبر مؤتمر فيديو. تشمل القضايا التي يتعين معالجتها العلاقة التجارية المستقبلية والسياسة الأمنية وقواعد التجارة ومسألة حقوق صيد الأسماك المثيرة للجدل. أعرب بارنييه في مؤتمر صحفي في نهاية الأسبوع، عن خيبة أمله وإحباطه إزاء عدم إحراز تقدم. في تعليق لصحيفة الغارديان، «شكك متحدث باسم المملكة المتحدة علنًا في قيمة الصفقة التي تقدمها بروكسل عند مقارنتها بنتيجة انسحاب المملكة المتحدة من الاتحاد دون التوصل إلى اتفاق». وفقًا لصحيفة الغارديان، «هناك اعتراف من جانبي المحادثات بوجود احتمال ضئيل للتوصل إلى اتفاق حول القضايا الأكثر إثارة للجدل دون إعادة ضبط كبيرة للمواقف». ولخصت صحيفة فاينانشيال تايمز مفاوضات الأسبوع بأنها «تؤكد على سعي المملكة المتحدة والاتحاد الأوروبي للتفاوض حول مشاريع مختلفة جذريًا».